# نصرالله امامی
نصرالله امامی (متولد ۱۳۲۸) ادب‌پژوه ایرانی و استاد بازنشستهٔ دانشگاه شهید چمران اهواز است. او از دی ۱۴۰۳ عضو پیوستهٔ فرهنگستان زبان و ادب فارسی است.

## زندگی
نصرالله امامی در سال ۱۳۲۸ در شهرستان آبادان متولد شد. در ایام کودکی زبان عربی را به خوبی آموخت. پس از اخذ دیپلم راهی تهران شد تا در دانشگاه تهران لیسانس زبان و ادبیات فارسی را به اتمام برساند. وی در این زمان از محضر استادان زبان و ادبیات فارسی همچون عبدالحسین زرین‌کوب جعفر شهیدی و ذبیح‌الله صفا استفاده برد. پس از به پایان رساندن دوره کارشناسی راهی تبریز شد و در دانشگاه تبریز دوره فوق لیسانس را آغاز کرد .
در همان سالهای آغازین فراغت از تحصیل در دانشگاه شهید چمران اهواز به عنوان مدرس استخدام شد و دوره دکتری زبان و ادبیات فارسی را در دانشگاه تهران آغاز کرد و یک بار دیگر به حضور استادان این دانشگاه برگشت و این بار جدی تر با آنان در امور علمی و پژوهشی فراوانی همکاری کرد. وی پس از دوره دکتری به صورتی جدی تر و تمام وقت به تدریس و پژوهش پرداخت. حاصل سالها پژوهش دکتر امامی چندین جلد کتاب و مقالات فراوانی است. حوزه کاری او خاقانی و حافظ به صورت خاص است. اما عموم درسهای دوره دکتری زبان و ادبیات فارسی دانشگاه شهید چمران را تدریس می‌کند. از جمله مکاتب ادبی زبان عربی - متون حماسی - متون غنایی - خاقانی. پس از آموختن زبان انگلیسی، نصرالله امامی به آموختن زبان فرانسه پرداخت.
امامی در سال ۱۳۷۸ به عنوان استاد نمونه کشوری انتخاب شد و مدارج دانشگاهی را از استادیاری، دانشیاری و استادی در زمان مقرر طی کرده است. او در سال ۱۳۷۵ به عنوان استاد رشته زبان و ادبیات فارسی شناخته شد.
وی همچنین به عنوان رئیس دوره‌ای انجمن نقد ادبی ایران انتخاب گردید

## آثار

### تالیفات
1. از رودکی تا حافظ: جستارهایی در تحلیل و نقد آثار ادبی/ تألیف نصرالله امامی؛ به کوشش آرش امرایی.
2. ‏اصفهان: سپاهان، ‏‫۱۳۹۱. ‏ ‏‫۳۴۴ص.
3. ارمغان صبح: گزیده قصاید خاقانی شروانی / گزینش و گزارش به کوشش نصرالله امامی.
4. تهران: جامی‏‫، ۱۳۷۵ ‏‫، ۲۲۴ص.
5. اس‍ت‍اد ش‍اع‍ران رودک‍ی: ش‍رح ح‍ال، گ‍زی‍ده اش‍ع‍ار ب‍ا ت‍وض‍ی‍ح و گ‍زارش‌ / ت‍ال‍ی‍ف ن‍ص‍رال‍ل‍ه ام‍ام‍ی.
6. ت‍ه‍ران: ج‍ام‍ی‏‫، ۱۳۷۳. ، ۱۸۴ ص.
7. بر آستان جانان: گزیدهٔ صد و یک غزل حافظ با مقدمه و شرح غزل‌ها/ نصرالله امامی.
8. اهواز: رسش‏‫‏، ۱۳۸۸. ‏‫۲۹۶ ص.
9. پ‍رن‍ی‍ان ه‍ف‍ت رن‍گ: ت‍ح‍ل‍ی‍ل‍ی از زن‍دگ‍ی و ش‍ع‍ر ف‍رخ‍ی س‍ی‍س‍ت‍ان‍ی ب‍ا گ‍زی‍ده اش‍ع‍ار/ ت‍وض‍ی‍ح و گ‍زارش از ن‍ص‍رال‍ل‍ه ام‍ام‍ی. ت‍ه‍ران: ج‍ام‍ی، ۱۳۷۳. ص ۲۳۲
10. پیشگامان شعر فارسی تهران: جامی‏‫، ۱۳۹۴. ‏‫۱۵۲ ص.
11. درآمدی بر هرمنوتیک در ادبیات/ نصرالله امامی.اهواز: رسش‏‫، ۱۳۸۶. ‏‫۹۵ ص. ‏‫
12. س‍اخ‍ت ش‍ک‍ن‍ی در ف‍رآی‍ن‍د ت‍ح‍ل‍ی‍ل ادب‍ی: ه‍م‍راه ب‍ا ن‍م‍ون‍ه ت‍ح‍ل‍ی‍ل‌/ ن‍ص‍رال‍ل‍ه ام‍ام‍ی اه‍واز: رس‍ش، ۱۳۸۲.
13. س‍اخ‍ت‌گ‍رای‍ی و ن‍ق‍د س‍اخ‍ت‍اری ه‍م‍راه ب‍ا ن‍م‍ون‍ه و ت‍ح‍ل‍ی‍ل‌/ ن‍وی‍س‍ن‍ده ن‍ص‍رال‍ل‍ه ام‍ام‍ی اه‍واز: رس‍ش، ۱۳۸۲.
14. ک‍س‍ائ‍ی م‍روزی و ش‍ع‍ر و زن‍دگ‍ی او/ ت‍ال‍ی‍ف ن‍ص‍رال‍ه ام‍ام‍ی. ت‍ه‍ران: ج‍ام‍ی‏‫، ۱۳۷۴. ‏‫ص ۱۱۲.
15. گزیده منوچهری‌دامغانی: «فروغ گل» / انتخاب و گزارش از نصرالله امامی. ت‍ه‍ران: ج‍ام‍ی‏‫، ۱۳۷۹
16. م‍ب‍ان‍ی و روش‍ه‍ای ن‍ق‍د ادب‍ی‌/ ن‍ص‍رال‍ل‍ه ام‍ام‍ی. ت‍ه‍ران: ج‍ام‍ی‏‫، ۱۳۷۷.
17. م‍ن‍وچ‍ه‍ری دام‍غ‍ان‍ی: ادوار زن‍دگ‍ی و آف‍ری‍ن‍ش‌ه‍ای ه‍ن‍ری، ه‍م‍راه ب‍ا گ‍زی‍ده و ش‍رح اش‍ع‍ار/ ت‍ال‍ی‍ف ن‍ص‍رال‍ل‍ه ام‍ام‍ی
18. [اه‍واز]: دان‍ش‍گ‍اه ش‍ه‍ی‍د چ‍م‍ران، م‍رک‍ز ان‍ت‍ش‍ارات و چ‍اپ، ۱۳۶۷.
19. شاعران حوزه ادبی خراسان: سرایندگان عصر غزنوی‏‫/ نصرالله امامی. ‏‫تهران‏‫: جامی‏‫، ۱۳۹۵.

### ترجمه‌ها
1. ح‍روف آغ‍ازی‍ن در ق‍رآن ک‍ری‍م‌... / ت‍ال‍ی‍ف ع‍ل‍ی ن‍ص‍وح ال‍طاه‍ر؛ ت‍رج‍م‍ه ن‍ص‍رال‍ل‍ه ام‍ام‍ی اه‍واز: ج‍ه‍اد دان‍ش‍گ‍اه‍ی خ‍وزس‍ت‍ان، ۱۳۷۲.
2. گ‍رای‍ش‌ه‍ای ف‍ل‍س‍ف‍ی در ن‍ق‍د ادب‍ی: آرا ادی‍ب‍ان و ح‍ک‍م‍ای اس‍لام‍ی در س‍ده‌ه‍ای م‍ی‍ان‍ه‌/ س‍ع‍ی‍د ع‍دن‍ان؛ ت‍رج‍م‍ه ن‍ص‍رال‍ل‍ه ام‍ام‍ی اه‍واز: دان‍ش‍گ‍اه ش‍ه‍ی‍د چ‍م‍ران، ۱۳۷۶.

### تصحیح‌ها
دیوان اشعار رودکی/ تصحیح، ویرایش و توضیح نصرالله امامی، ‏‫تهران‏‫: مؤسسه تحقیقات و توسعه علوم انسانی‏‫، 1386.